# Копысский, Зиновий Юльевич
Зиновий Юльевич Копы́сский (Залман Юдович Копы́сский; бел. Зіновій Юльевіч Капыскі (Залман Юдавіч Капыскі); 1916—1996) — белорусский советский историк. Доктор исторических наук (1968).

## Биография
Родился в городе Витебск 6 января 1916 года. В 1939 году окончил Минский институт народного хозяйства. Работал в Минском облпланотделе (1940), в Институте экономики Академии наук Белорусской ССР (1941).
Принимал участие в Великой Отечественной войне.
В 1968 году защитил докторскую диссертацию (Институт истории Академии наук Белорусской ССР; «Города Белоруссии во второй половине XVI — первой половине XVII в.»).
В 1950—1990 годы — научный сотрудник Института истории Академии наук Белорусской ССР.
Умер 14 декабря 1996 года.

## Научная деятельность
Исследовал историю белорусского феодального города, автор работ по источниковедению и историографии истории Белоруссии.